# آيت ملال (آيت عيسى إححان)
آيت ملال هي إحدى مشيخات المملكة المغربية، تتبع جغرافيا لإقليم الصويرة وإداريًا لآيت عيسى إححان. يقدر عدد سكانها بـ 2572 نسمة حسب الإحصاء الرسمي للسكان والسكنى لسنة 2004.